# ASFAG Conakry
La Association des Forces Armées de Guinée (ASFAG), es un equipo de fútbol de Guinea que milita en el Campeonato Nacional de Guinea, la liga de fútbol más importante del país.

## Historia
Fue fundado el 21 de abril de 1944 en la capital Conakri y es el representativo de las Fuerzas Armadas de Guinea, integrado principalmente por soldados del ejército nacional. Han sido campeones del Campeonato Nacional de Guinea en 1 ocasión y han sido campeones de copa 3 veces.
A nivel internacional han sido finalistas de la Copa de Campeones del Oeste de África en 1988 y en las competiciones de la CAF han estado en 6 torneos continentales, de los cuales nunca han superado la segunda ronda.

## Palmarés

### Nacional
- Campeonato Nacional de Guinea: 1

2003
- Copa Nacional de Guinea: 3

1987, 1991, 1996
- Campeonato Nacional de Guinea 2: 1

2014/15

### Internacional
- Campeonato de Clubes de la WAFU: 0
  - Finalista: 1

1988

## Participación en competiciones de la CAF
| Temporada | Torneo                      | Ronda | Club                 | Casa | Visita | Global  |
| --------- | --------------------------- | ----- | -------------------- | ---- | ------ | ------- |
| 1988      | Recopa Africana             | 1     | Hearts of Oak        |      |        | w.o.1   |
| 1988      | Recopa Africana             | 2     | Ranchers Bees        | 2-2  | 0-1    | 2-3     |
| 1992      | Recopa Africana             | 1     | ASC Diaraf           | 1-0  | 2-2    | 3-2     |
| 1992      | Recopa Africana             | 2     | Mogas 90 FC          | 1-0  | 1-3    | 2-3     |
| 1993      | Copa CAF                    | 1     | ASC Air Mauritania   | 1-3  | 1-0    | 2-3     |
| 1996      | Copa CAF                    | 1     | Junior Professionals | 1-3  | 2-1    | 3-4     |
| 1997      | Recopa Africana             | 1     | Hearts of Oak        | 0-0  | 0-2    | 0-2     |
| 2004      | Liga de Campeones de la CAF | 1     | ASC Diaraf           | 2-1  | 0-1    | 2-2 (a) |